# Floris de Vries
Floris de Vries (Rhenen, 18 augustus 1989) is een Nederlandse golfprofessional.

## Amateur
De Vries begon als negenjarige met golf op de Engelenburg in Brummen. Hij was de jongste speler die ooit op de Europese Tour speelde toen hij voor het eerst aan het Dutch Open meedeed. In mei 2008 wint hij op achttienjarige leeftijd het Nationaal Open op de Rosendaelsche Golfclub met een score van -14. Daarin zitten twee rondes van 65, waarmee hij het amateur-baanrecord van Joost Luiten verbetert.

## Professional
In april 2009 wordt de Vries professional en werd lid van Golf Team Holland. Hij speelt dan op de EPD Tour. Daarin wint hij de Bohemia Franzensbad Classic in Tsjechië met negen slagen voorsprong. De Vries belandt in de Top-5 van de rangorde en mag in 2010 naar de Challenge Tour. In mei 2010 wint hij het Mugello Tuscany Open bij Florence, zijn grootste overwinning in zijn carrière. Dat seizoen eindigt hij in de top 20 en promoveert naar de Europese PGA Tour waar hij uiteindelijk twee seizoenen in uit zal komen.
In september 2014 heeft de Vries aangekondigd per direct te stoppen met spelen.

### Gewonnen

#### Nationaal
- 2008: Nationaal Open (met -14)

#### EPD Tour / Pro Golf Tour
- 2009: Bohemia Franzensbad Classic in Tsjechië
- 2014: Pro Golf Tour Championship in Polen

#### Challenge Tour
- 2010: Mugello Tuscany Open met -10, na play-off tegen Thorbjørn Olesen uit Denemarken

### Teams
- Jacques Leglise Trophy: 2005 (winnaars), 2007
- Eisenhower Trophy: 2008 (met Richard Kind en Reinier Saxton)

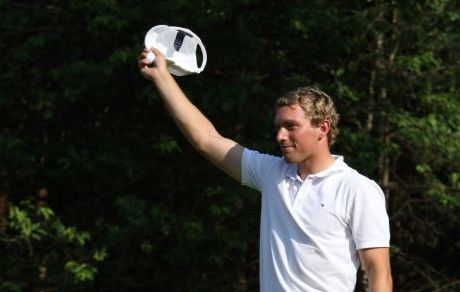
Winnaar Nationaal Open 2008
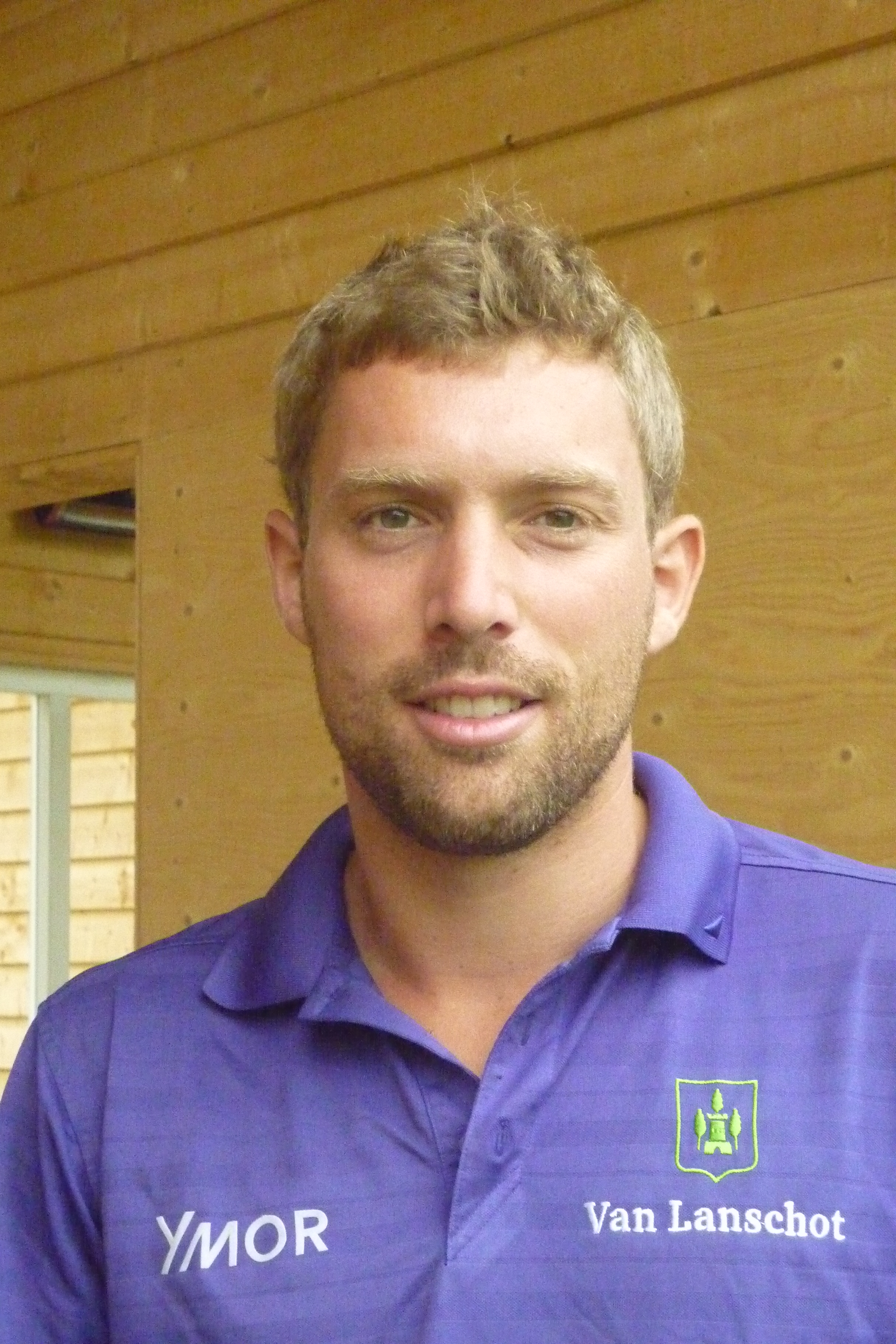
Nationaal Open 2013